# Kisteleki Margit
Kisteleki Margit született: Kiss Margit (Bakonycsernye, 1947. november 2. –) selyemfestő művész. Férje: Kisteleki Zoltán előadóművész.

## Élete
Budakeszin él és dolgozik. Művészetét mindig meghatározta a vidéki környezet, a kertben azért is nevelget tűzliliomokat, hogy megfesse őket, hisz a sárga minden árnyalatát különösen szereti. Ugyanakkor kék íriszeket, lila orchideákat komponál selyemre, utcákat és sok, sok pipacsot, amelyek a hirtelen ellobbanó életről szólnak. 1992-ben megismerkedett a selyemfestés technikájával. Tanulmányozza a kínai és japán selyemfestészetet, és remekül alkalmazza ezt a nehéz technikát, ahol jobban élnek a színek, mint más anyagon, a természet hihetetlen szépsége teljesebben kel rajta életre. Minden ecsetvonás végleges, utólag nem javítható, ettől lesz friss, eleven a mű. Különleges technikával és különleges érzékenységgel dolgozik. Az anyag sajátosságait tökéletesen birtokolva egy csodálatosan nőies világot álmodott meg, amelyek harmóniát és elfogadást sugároznak.
Szakmai képzésének főbb állomásai:
- Pécsi Tanárképző Főiskola rajz szak
- Képzőművészeti Főiskola
- Pannónia Filmstúdió

Kiállításai az országban rendszeresek, ezen kívül munkái többek között megtalálhatóak Kanadában, Hollandiában, Belgiumban, Finnországban és Németországban.